# Nohpat

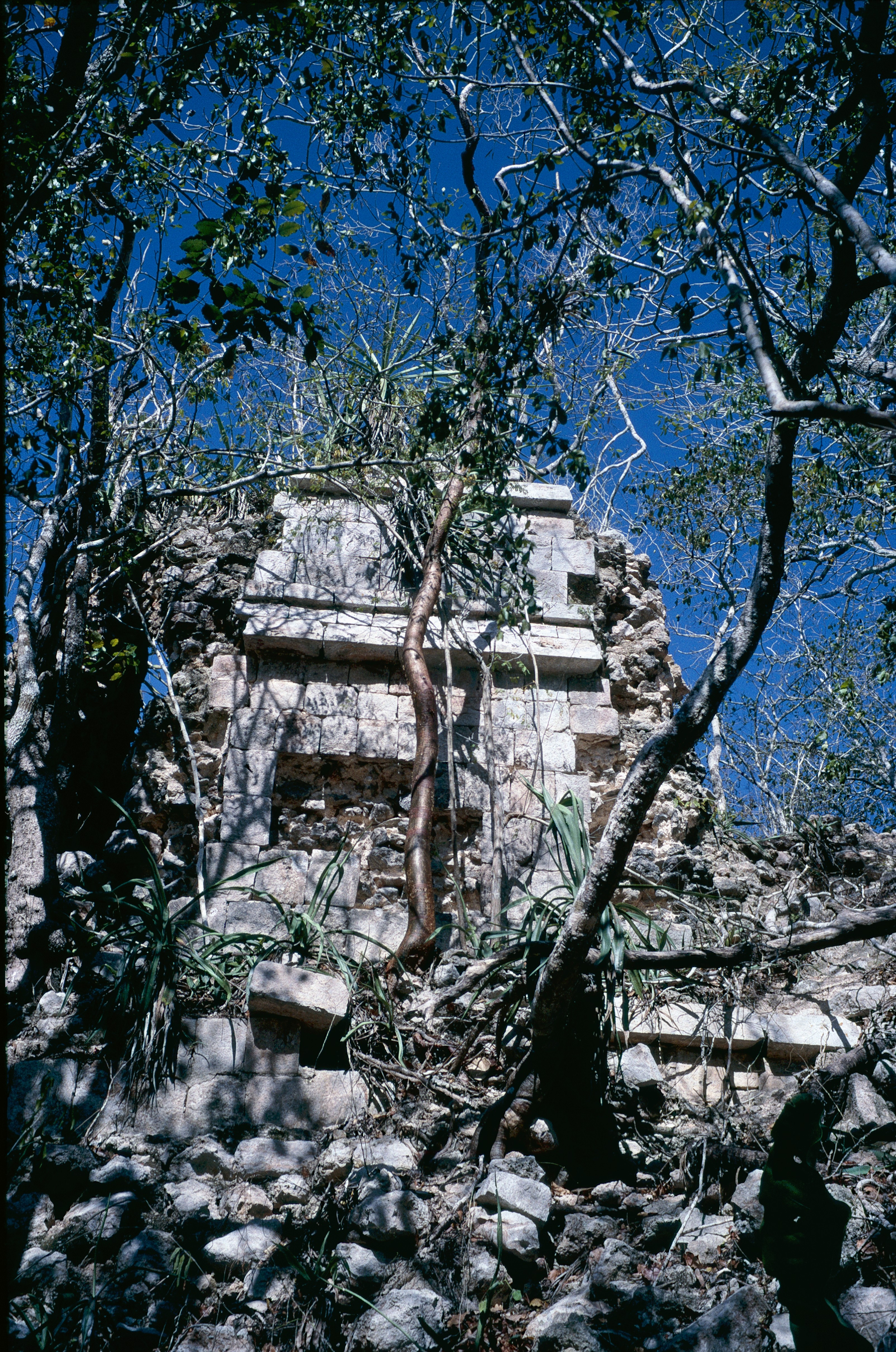
Fassadenrest in Nohpat

Nohpat ist eine sehr große, aber wenig bekannte und nicht öffentlich zugängliche Ruinenstätte in mexikanischen Bundesstaat Yucatán am Sacbé, der von Kabah nach Uxmal verläuft.
Die Fläche, die Nohpat einnimmt, wird von Dunning auf 4,5 km² geschätzt, damit wäre der Ort annähernd so groß wie Kabah. Konstanter Steinraub hat jedoch dazu geführt, dass die Bauten in einem besonders schlechten Erhaltungszustand sind. Der zentrale Teil von Nohpat besteht aus mehreren, durch Gebäude begrenzte, Höfe auf verschiedenen Terrassen. In dieser Zone befinden sich auch eine sehr große und mehrere kleinere Pyramiden sowie eine größere Zahl stark verwitterter, skulptierter Monumente. Ebenfalls zentral befindet sich ein Ballspielplatz.